# Tito Semprônio Rufo
Tito Semprônio Rufo (em latim: Titus Sempronius Rufus) foi um senador romano nomeado cônsul sufecto para o nundínio de setembro a dezembro de 113 com Cneu Cornélio Úrbico.